# Räude

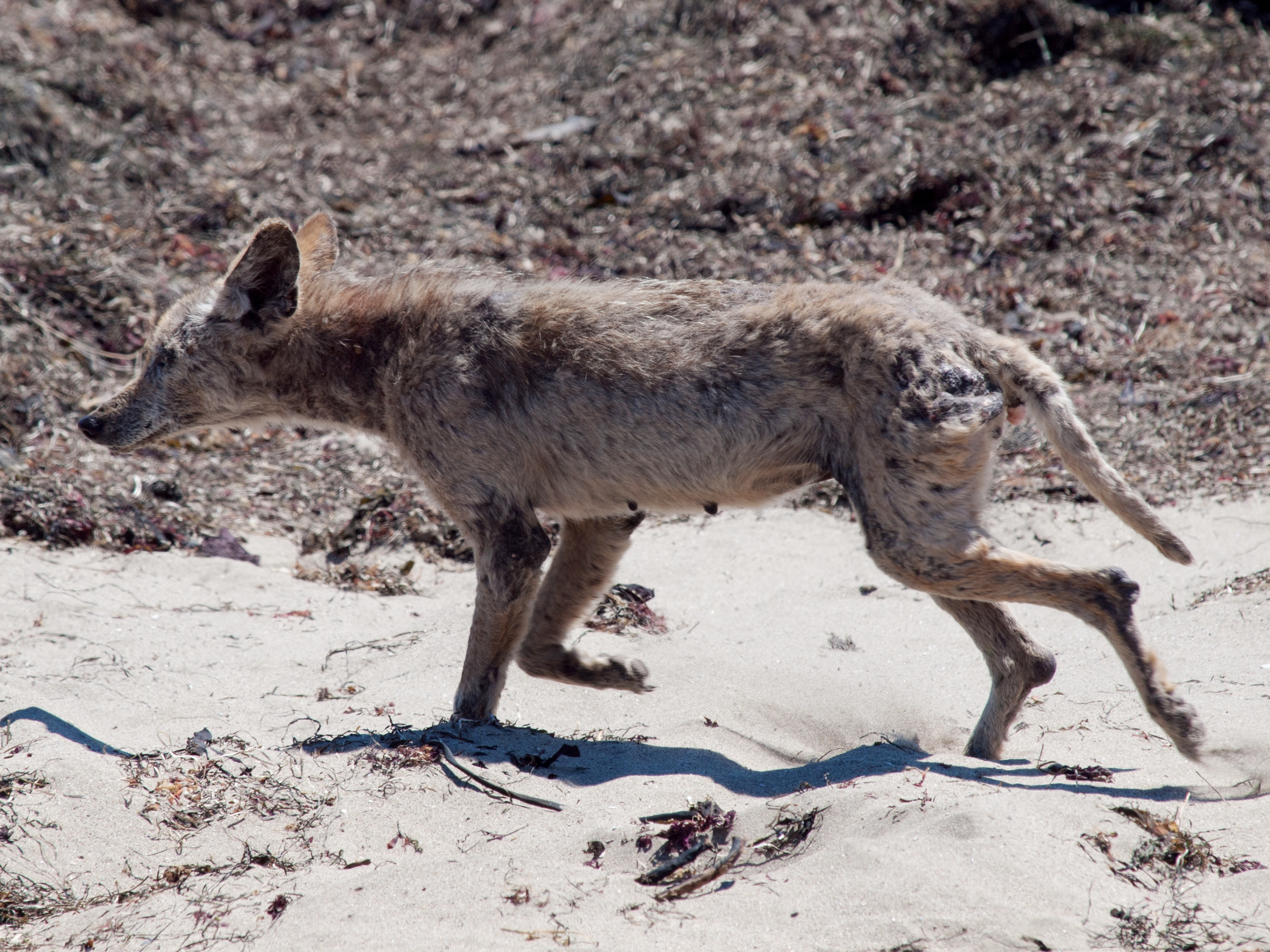
An Räude erkrankter Kojote

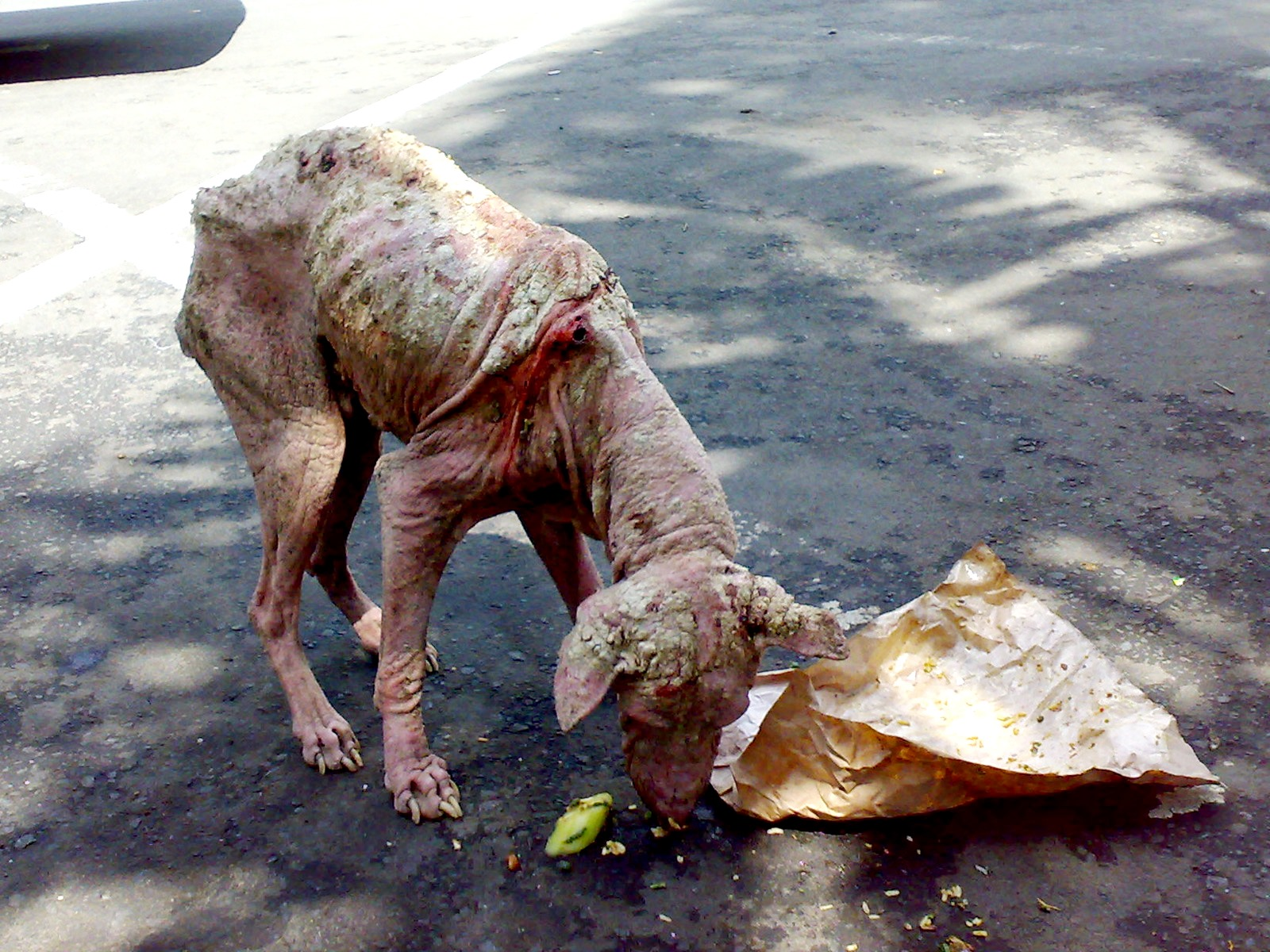
Straßenhund auf Bali mit Demodikose (Haarbalgmilben) im fortgeschrittenen Krankheitsstadium

Als Räude (von mittelhochdeutsch rude/riude „Räude, Krätze“, Hautkrankheit mit entzündeten, nässenden, zum Teil verkrusteten schmerzhaften Erosionen oder Exkoriationen; lateinisch Scabies, ‚Rauhigkeit‘, ‚Krätze‘, von scaber, ‚rau‘, ‚schäbig‘, von scabere, ‚kratzen‘, früher auch Raude) bezeichnet man Milbenerkrankungen bei Tieren. Bei 104 Säugetierarten, sowohl bei Wildtieren als auch bei Haustieren, wurden Befall und Erkrankung durch Räudemilben (Acariformes) nachgewiesen.

## Verbreitung
Die Tierseuche ist sehr ansteckend. Sie geht als Zoonose vereinzelt auch auf den Menschen über: Die meisten dieser Parasiten können auch den Menschen als Fehlwirt befallen und eine "Pseudokrätze" hervorrufen. Die Scabies des Menschen (Krätze) dagegen wird verursacht von Sarcoptes scabiei var. hominis und ist keine Zoonose, sondern wird von Mensch zu Mensch übertragen. Die häufigste Form ist die Sarkoptes-Räude, verursacht durch die Grabmilbe Sarcoptes scabiei. In Österreich ist das Auftreten von Räude bei Pferden, Eseln, Maultieren, Mauleseln, Schafen und Ziegen anzeigepflichtig. In der Schweiz ist sie als „zu bekämpfende Seuche“ in Gruppe 3 der Tierseuchen eingestuft.

## Erscheinungsformen
Je nach auslösender Milbenart und Spezies wird die Räude weiter unterteilt:
- die klassische Räude nach Infektion mit Krätzemilben (Sarcoptes-Räude), sowie die
- Infektionen mit Saugmilben (Psoroptes ssp.), Chorioptes ssp. (Fußräude), Pelzmilben (Cheyletiellose), Notoedres cati (Kopfräude der Katze), Otodectes cynotis (Ohrräude), Myocoptes und Myobia (Räude der Maus), Radforia ensifera, Notoedres muris und Sarcoptes anacanthos (Räude der Ratte), Knemidocoptes pilae (Schnabelräude der Papageien) und weiteren Milben.

Die vor allem bei Hundeartigen, wesentlich seltener auch bei anderen Säugetieren auftretende Infektion mit Haarbalgmilben gehört nicht zu den Räudeformen im engeren Sinne. 
Nach der Lokalisation werden
- Kopfräude,
- Ohrräude,
- Fußräude und
- Körperräude

unterschieden.

## Symptome
Räude ist durch starken Juckreiz und Hautreizungen gekennzeichnet, die oft zu Unbehagen und Beschwerden führen. Das Erkennen der Räude-Symptome ist entscheidend für eine rechtzeitige Behandlung und die Verhinderung der Ausbreitung der Krankheit. Zu den Symptomen gehören:
- Unerträglicher Juckreiz: Das vielleicht auffälligste Symptom der Krätze ist der unerträgliche Juckreiz, vor allem nachts.
- Hautausschlag: Ein roter, holpriger Ausschlag ist ein weiteres häufiges Anzeichen für Krätze.
- Sichtbare Höhlen: In einigen Fällen können die Betroffenen dünne, gewellte Linien auf der Haut bemerken, die als Höhlen bezeichnet werden.
- Hautreizung: Neben Juckreiz und Ausschlag kann Krätze auch Hautreizungen, Rötungen und Entzündungen verursachen.
- Schlafstörungen: Der anhaltende Juckreiz im Zusammenhang mit Krätze kann den Schlafrhythmus stören und zu Schlaflosigkeit und Müdigkeit führen.

## Behandlung
Räude wird in der Tiermedizin mit Avermectinen (Ivermectin, Moxidectin, Selamectin) und lokal angewandten Waschungen (Amitraz) behandelt. Auch organische Phosphorsäureester (Phoxim) werden teilweise noch eingesetzt. Bei Hunden ist auch Fluralaner wirksam.
In Wildtierpopulationen hat die Behandlung einzelner betroffener Tiere meist wenig Nutzen. Bei kleinen, isolierten und bedrohten Populationen kann es lohnen, solche Tiere zu fangen, zu behandeln und wieder freizulassen. Bei Polarfüchsen in Nordschweden wurde das erfolgreich getan.

## Räude bei Wildtieren
Es gibt vergleichsweise wenig Literatur zum Einfluss von Räude auf Wildtiere, und die Epidemiologie von Räude in Wildtierpopulationen ist noch weitgehend unbekannt. Sie scheint für verschiedene Regionen der Welt und verschiedene Tierarten unterschiedlich zu sein.
Sarcoptes-Räude kann bei Wildtieren sowohl durch direkten als auch durch indirekten Kontakt übertragen werden. Es gibt jedoch auch Hinweise darauf, dass das Vorhandensein von Sarcoptes scabiei-Milben bei Wildtieren nicht notwendig mit dem Auftreten von Räude-Erkrankungen einhergeht, so beispielsweise bei Füchsen in Norwegen und Wildschweinen in der Schweiz.
Verbreitet ist Räude insbesondere bei Gämsen (Gamsräude) und Füchsen (Fuchsräude). Bei befallenen Wildtieren ohne besonderen Schutzstatus, die dem Jagdrecht unterliegen, werden sichtbar schwer erkrankte Tiere möglichst abgeschossen (Hegeabschuss).
Im Yellowstone-Nationalpark, aber auch in Skandinavien, Deutschland und Polen sind Fälle von Räude bei Wölfen nachgewiesen. In allen Ländern, in denen der Wolf  streng geschützt ist (siehe Gesetzlicher Schutz), ist ein Abschuss ohne artenschutzrechtliche Ausnahmegenehmigung nicht zulässig.
Die Krankheitsverläufe und die Auswirkungen der Erkrankung werden im Rahmen des Wolfsmonitorings beobachtet. Autoren einer Studie aus Skandinavien kommen zu dem Schluss, dass Übertragungen von Sarcoptes scabiei-Milben von Wolf zu Wolf dort unwahrscheinlich sind. Räude führt, bedingt durch den Haarverlust, abhängig von klimatischen Bedingungen wie Wind und Temperatur, bei Wölfen infolge des Verlusts an Körperwärme zu einem deutlich höheren Energiebedarf. Das führt zum einen dazu, dass die Tiere kürzere Wege zurücklegen, und hat zum anderen Einfluss auf ihr Jagdverhalten. Autoren einer Studie zum Einfluss von Parasiten auf Wölfe im Yellowstone-Nationalpark fanden, dass Räude dort verstärkt auftritt, wo die Wolfsdichte höher ist, und kommen zu dem Schluss, dass es Anzeichen dafür gibt, dass der Befall durch den Parasiten bei der Regulierung und Begrenzung der Populationsdichte eine Rolle spielt. "Es gibt mehr Fälle von Räude, wenn die Populationszahlen steigen. Die Zahl der überlebenden Welpen sinkt mit sinkender (erkrankter) Population. Viele Tiere erfrieren durch den Fellverlust" (Zit. Elli Radinger im Zusammenhang mit Wölfen in Yellowstone).